# 芜湖号导弹护卫舰
“芜湖”号导弹护卫舰（舷号539）简称“芜湖”舰，是中国人民解放军海军第二十五艘054A型导弹护卫舰，可以单独或者协同海军其他兵力攻击敌水面舰艇及潜艇，具有较强的远程警戒和防空作战能力。芜湖舰由沪东中华造船厂建造，2016年6月8日下水，2017年6月29日入列，服役于北海舰队驱逐舰第十支队。芜湖舰舰名取自安徽省芜湖市，其入列命名授旗仪式于2017年6月29日在辽宁省大连市某军港举行。